# Retablo de la Virgen de los Ediles
El retablo de la Virgen de los Ediles, también conocido como el retablo de la Virgen, San Miguel y San Jorge, es una obra gótica realizada por Jaume Ferrer II durante el siglo XV y que actualmente preside el Salón del Retablo del ayuntamiento de Lérida, que es el espacio donde habitualmente se celebran los matrimonios civiles.

## Historia
Pintada entre 1451 y 1454, inicialmente presidía el altar de la capilla de la alcaldía. Posteriormente se trasladó al Salón del Retablo. En 1992 se desmontó y se trasladó a Barcelona con motivo de una muestra temporal sobre arte medieval que tuvo lugar durante los Juegos Olímpicos de Barcelona. 20 años después, durante 2012, se trasladó al Museo Nacional de Arte de Cataluña para la exposición Catalunya 1400. El gòtic internacional (Cataluña 1400. El gótico internacional).
Presidía originalmente el altar de la capilla del ayuntamiento. La obra tiene como figura central la Virgen flanqueada por los arcángeles Gabriel y Miguel. La Virgen, rodeada por los cuatro ediles, simboliza la protección sobre el gobierno de la ciudad.

## Descripción
Se trata de un retable donde se puede ver a María, San Miguel y San Jorge.
La obra incorpora novedades del segundo periodo del gótico internacional, introducidas en los mismos años treinca en Barcelona por Bernardo Martorell, con quien Jaume Ferrer II se relacionó en 1450, y que se pueden apreciar en la escena de la Anunciación de este retablo donde Jaume Ferrer pintó los objetos del escritorio de la Virgen buscando el efecto de la profundidad que da luz al proyectar su sumbra en el fondo. Es un afán por describir la realidad casi como un inventario, con un gran número de objetos en un contexto de escena costumbrista. Están los objetos de escritorio ya descritos, pero también muebles, libros, un jarrón con flores, una gallina picoteando y un gato y una rata en la terraza. Por otro lado, la manera exquisita como pintó la indumentaria de los reyes  magos de la escena de la Epifanía está muy lejos de aquella sobriedad del mundo italogótico sienés del trescientos y le acerca al gusto por el detalle del mundo flamenco, sí com a la moda lujosa imperante en Florencia y en las cortes europeas de la época.